# Danh sách cầu thủ tham dự Giải vô địch bóng đá U-23 châu Á 2018
Dưới đây là danh sách các đội hình của các đội tuyển tại Giải vô địch bóng đá U-23 châu Á 2018. Giải đấu diễn ra vào tháng 1 năm 2018 ở Trung Quốc. Vì giải không nằm trong Lịch thi đấu quốc tế của FIFA nên các câu lạc bộ không bắt buộc phải nhả cầu thủ.
Mỗi đội tuyển phải lên danh sách 23 cầu thủ trong đội hình.

## Bảng A

### Trung Quốc
Trung Quốc được đặt tên đội hình của họ vào ngày 4 tháng 1 năm 2018.
Huấn luyện viên:  Massimiliano Maddaloni
| 1  | TM | Li Zheng      | 18 tháng 3, 1997 (20 tuổi)  | Gondomar B           |  |  |
| 12 | TM | Zhou Yuchen   | 12 tháng 1, 1995 (22 tuổi)  | R&F                  |  |  |
| 23 | TM | Chen Wei      | 14 tháng 2, 1998 (19 tuổi)  | Shanghai SIPG        |  |  |
|    |    |               |                             |                      |  |  |
| 2  | HV | Huang Zhengyu | 24 tháng 1, 1997 (20 tuổi)  | Guangzhou R&F        |  |  |
| 3  | HV | Li Xiaoming   | 19 tháng 1, 1996 (21 tuổi)  | Shanghai Shenhua     |  |  |
| 4  | HV | Liu Yang      | 17 tháng 6, 1995 (22 tuổi)  | Shandong Luneng      |  |  |
| 5  | HV | Cao Chuẩn Dực | 21 tháng 8, 1995 (22 tuổi)  | Hebei China Fortune  |  |  |
| 13 | HV | Li Hailong    | 2 tháng 8, 1996 (21 tuổi)   | Shandong Luneng      |  |  |
| 14 | HV | Nie Aoshuang  | 16 tháng 1, 1995 (22 tuổi)  | Wuhan Zall           |  |  |
| 16 | HV | Li Shuai      | 18 tháng 6, 1995 (22 tuổi)  | Dalian Yifang        |  |  |
| 19 | HV | Liu Yiming    | 28 tháng 2, 1995 (22 tuổi)  | Tianjin Quanjian     |  |  |
| 21 | HV | Deng Hanwen   | 8 tháng 1, 1995 (23 tuổi)   | Guangzhou Evergrande |  |  |
|    |    |               |                             |                      |  |  |
| 6  | TV | Yao Junsheng  | 29 tháng 10, 1995 (22 tuổi) | Shandong Luneng      |  |  |
| 8  | TV | He Chao       | 19 tháng 4, 1995 (22 tuổi)  | Changchun Yatai      |  |  |
| 10 | TV | Tang Shi      | 24 tháng 1, 1995 (22 tuổi)  | Guangzhou Evergrande |  |  |
| 11 | TV | Zhang Yuan    | 28 tháng 1, 1997 (20 tuổi)  | Tianjin Quanjian     |  |  |
| 18 | TV | Liu Ruofan    | 28 tháng 1, 1999 (18 tuổi)  | Shanghai Shenhua     |  |  |
| 20 | TV | Nan Song      | 21 tháng 6, 1997 (20 tuổi)  | Bucheon FC 1995      |  |  |
| 22 | TV | Ba Dun        | 16 tháng 9, 1995 (22 tuổi)  | Beijing Guoan        |  |  |
|    |    |               |                             |                      |  |  |
| 7  | TĐ | Wei Shihao    | 8 tháng 4, 1995 (22 tuổi)   | Leixões              |  |  |
| 9  | TĐ | Feng Boyuan   | 18 tháng 1, 1995 (22 tuổi)  | NK Rudeš             |  |  |
| 15 | TĐ | Hu Jinghang   | 23 tháng 3, 1997 (20 tuổi)  | Shanghai SIPG        |  |  |
| 17 | TĐ | Yang Liyu     | 13 tháng 2, 1997 (20 tuổi)  | Guangzhou Evergrande |  |  |

### Qatar
Qatar được đặt tên đội hình của họ vào ngày 1 tháng 1 năm 2018.
Huấn luyện viên:  Félix Sánchez Bas
|  | TM | Mohammed Al-Bakri     | 28 tháng 3, 1997 (20 tuổi)  | Al-Duhail   |  |  |
|  | TM | Yousef Hassan         | 4 tháng 5, 1996 (21 tuổi)   | Al-Gharafa  |  |  |
|  | TM | Meshaal Barsham       | 14 tháng 2, 1998 (19 tuổi)  | Al Sadd     |  |  |
|  |    |                       |                             |             |  |  |
|  | HV | Shahab Al-Leishi      |                             | Al-Duhail   |  |  |
|  | HV | Abdulrashid Omar      |                             | Al Ahli     |  |  |
|  | HV | Bassam Al-Rawi        | 16 tháng 12, 1997 (20 tuổi) | Al-Duhail   |  |  |
|  | HV | Yousef Aymen          | 21 tháng 3, 1999 (18 tuổi)  | Al-Duhail   |  |  |
|  | HV | Hashim Ali Abdullatif |                             | Al Sadd     |  |  |
|  | HV | Salem Al-Hajri        | 10 tháng 4, 1996 (21 tuổi)  | Al Sadd     |  |  |
|  | HV | Tameem Al-Muhizea     | 21 tháng 7, 1996 (21 tuổi)  | Al-Gharafa  |  |  |
|  |    |                       |                             |             |  |  |
|  | HV | Sultan Al-Brake       | 7 tháng 4, 1996 (21 tuổi)   | Al-Duhail   |  |  |
|  | TV | Khaled Dhaifalla      |                             | Al-Duhail   |  |  |
|  | TV | Abdurahman Mostafa    | 5 tháng 4, 1997 (20 tuổi)   | Al-Duhail   |  |  |
|  | TV | Abdullah Al-Ahrak     | 9 tháng 4, 1997 (20 tuổi)   | Al-Duhail   |  |  |
|  | TV | Ahmed Suhail          | 8 tháng 2, 1999 (18 tuổi)   | Al Sadd     |  |  |
|  | TV | Omar Al-Amadi         | 5 tháng 4, 1995 (22 tuổi)   | Qatar SC    |  |  |
|  | TV | Salah Al-Yahri        | 23 tháng 8, 1995 (22 tuổi)  | Al-Khor     |  |  |
|  | TV | Khalid Muneer         | 24 tháng 2, 1998 (19 tuổi)  | Astorga     |  |  |
|  | TV | Ahmed Moein           | 20 tháng 10, 1995 (22 tuổi) | Leonesa     |  |  |
|  | TV | Assim Madibo          | 22 tháng 10, 1996 (21 tuổi) | Eupen       |  |  |
|  | TV | Nasser Al-Nassr       | 11 tháng 7, 1995 (22 tuổi)  | Al-Markhiya |  |  |
|  | TV | Tarek Salman          | 5 tháng 12, 1997 (20 tuổi)  | Astorga     |  |  |
|  |    |                       |                             |             |  |  |
|  | TĐ | Almoez Ali            | 19 tháng 8, 1996 (21 tuổi)  | Al-Duhail   |  |  |
|  | TĐ | Meshaal Al-Shammeri   | 19 tháng 1, 1995 (22 tuổi)  | Al Sadd     |  |  |
|  | TĐ | Akram Afif            | 18 tháng 11, 1996 (21 tuổi) | Eupen       |  |  |

### Uzbekistan
Uzbekistan được đặt tên đội hình của họ vào ngày 4 tháng 1 năm 2018.
Huấn luyện viên:  Ravshan Khaydarov
| 1  | TM | Botirali Ergashev    | 23 tháng 6, 1995 (22 tuổi)  | Pakhtakor Tashkent |  |  |
| 12 | TM | Dilshod Xamroev      | 11 tháng 7, 1995 (22 tuổi)  | Navbahor Namangan  |  |  |
| 21 | TM | Rahimjon Davronov    | 3 tháng 10, 1996 (21 tuổi)  | Mash'al Mubarek    |  |  |
|    |    |                      |                             |                    |  |  |
| 2  | HV | Rustamjon Ashurmatov | 7 tháng 7, 1996 (21 tuổi)   | Bunyodkor          |  |  |
| 3  | HV | Khojiakbar Alijonov  | 19 tháng 4, 1997 (20 tuổi)  | Pakhtakor Tashkent |  |  |
| 4  | HV | Akram Komilov        | 14 tháng 3, 1996 (21 tuổi)  | Bunyodkor          |  |  |
| 5  | HV | Abbosjon Otakhonov   | 25 tháng 8, 1995 (22 tuổi)  | Navbahor Namangan  |  |  |
| 13 | HV | Islomjon Kobilov     | 1 tháng 6, 1997 (20 tuổi)   | Bunyodkor          |  |  |
| 15 | HV | Oybek Rustamov       | 2 tháng 4, 1997 (20 tuổi)   | Kokand 1912        |  |  |
| 18 | HV | Xusniddin Gofurov    | 20 tháng 3, 1997 (20 tuổi)  | Neftchi Fergana    |  |  |
| 20 | HV | Dostonbek Tursunov   | 13 tháng 6, 1995 (22 tuổi)  | Neftchi Fergana    |  |  |
|    |    |                      |                             |                    |  |  |
| 6  | TV | Azizjon Ganiev       | 22 tháng 2, 1998 (19 tuổi)  | Nasaf              |  |  |
| 7  | TV | Odiljon Hamrobekov   | 13 tháng 2, 1996 (21 tuổi)  | Nasaf              |  |  |
| 8  | TV | Jasurbek Yakhshiboev | 24 tháng 6, 1997 (20 tuổi)  | Pakhtakor Tashkent |  |  |
| 10 | TV | Javokhir Sidikov     | 8 tháng 12, 1996 (21 tuổi)  | Kokand 1912        |  |  |
| 14 | TV | Abdujamol Isroilov   | 24 tháng 12, 1996 (21 tuổi) | Neftchi Fergana    |  |  |
| 16 | TV | Donier Narzullaev    | 11 tháng 4, 1995 (22 tuổi)  | Nasaf              |  |  |
| 17 | TV | Dostonbek Khamdamov  | 24 tháng 7, 1996 (21 tuổi)  | Bunyodkor          |  |  |
| 23 | TV | Sukhrob Nurulloev    | 4 tháng 1, 1998 (20 tuổi)   | Pakhtakor Tashkent |  |  |
|    |    |                      |                             |                    |  |  |
| 9  | TĐ | Zabikhillo Urinboev  | 30 tháng 3, 1995 (22 tuổi)  | Pakhtakor Tashkent |  |  |
| 11 | TĐ | Andrey Sidorov       | 26 tháng 5, 1995 (22 tuổi)  | Kokand 1912        |  |  |
| 22 | TĐ | Bobir Abdixolikov    | 23 tháng 4, 1997 (20 tuổi)  | Nasaf              |  |  |

### Oman
Oman được đặt tên đội hình của họ vào ngày 31 tháng 12 năm 2017.
Huấn luyện viên:  Hamad Al-Azani
|  | TM | Ibrahim Al-Mukhaini   | 20 tháng 6, 1997 (20 tuổi)  | Al-Orouba   |  |  |
|  | TM | Faris Al-Ghaithi      | 9 tháng 7, 1996 (21 tuổi)   | Sohar       |  |  |
|  | TM | Bilal Al-Balushi      | 28 tháng 5, 1996 (21 tuổi)  | Oman Club   |  |  |
|  |    |                       |                             |             |  |  |
|  | HV | Saad Al-Araimi        |                             | Al-Orouba   |  |  |
|  | HV | Majer Al-Saadi        |                             | Al-Mussanah |  |  |
|  | HV | Yousuf Al-Mukhaini    |                             | Al-Orouba   |  |  |
|  | HV | Juma Al Habsi         | 28 tháng 1, 1996 (21 tuổi)  | Al-Seeb     |  |  |
|  | HV | Abdulaziz Al-Gheilani | 14 tháng 5, 1995 (22 tuổi)  | Sur         |  |  |
|  | HV | Hassan Al-Ajmi        | 4 tháng 3, 1995 (22 tuổi)   | Sohar       |  |  |
|  | HV | Thani Al-Rushaidi     | 16 tháng 3, 1995 (22 tuổi)  | Saham       |  |  |
|  | HV | Maadh Al-Khaldi       | 25 tháng 10, 1995 (22 tuổi) | Saham       |  |  |
|  | HV | Ahmed Al-Matroushi    | 26 tháng 5, 1997 (20 tuổi)  | Al-Salam    |  |  |
|  |    |                       |                             |             |  |  |
|  | TV | Azan Al-Tamtami       | 21 tháng 2, 1995 (22 tuổi)  | Fanja       |  |  |
|  | TV | Zaher Al-Aghbari      | 28 tháng 5, 1998 (19 tuổi)  | Al-Seeb     |  |  |
|  | TV | Moutaz Saleh          |                             | Dhofar      |  |  |
|  | TV | Matasam Al-Mahijari   | 8 tháng 5, 1997 (20 tuổi)   | Al-Orouba   |  |  |
|  | TV | Abdullah Fawaz        | 3 tháng 10, 1996 (21 tuổi)  | Dhofar      |  |  |
|  | TV | Ibrahim Al-Sawwafi    | 22 tháng 3, 1996 (21 tuổi)  | Bosher      |  |  |
|  | TV | Ahmed Al-Kaabi        | 15 tháng 9, 1996 (21 tuổi)  | Al-Nahda    |  |  |
|  | TV | Al-Mandhar Al-Alawi   | 31 tháng 3, 1995 (22 tuổi)  | Oman Club   |  |  |
|  |    |                       |                             |             |  |  |
|  | TĐ | Marwan Taaib          | 7 tháng 4, 1996 (21 tuổi)   | Al-Seeb     |  |  |
|  | TĐ | Muhsen Al-Ghassani    | 27 tháng 3, 1997 (20 tuổi)  | Al-Suwaiq   |  |  |
|  | TĐ | Jameel Al-Yahmadi     | 27 tháng 7, 1996 (21 tuổi)  | Al-Shabab   |  |  |

## Bảng B

### Nhật Bản
Nhật Bản được đặt tên đội hình của họ vào ngày 26 tháng 12 năm 2017.
Huấn luyện viên:  Moriyasu Hajime
| 1  | TM | Kojima Ryosuke    | 30 tháng 1, 1997 (20 tuổi)  | Waseda University         |  |  |
| 12 | TM | Hatano Go         | 25 tháng 5, 1998 (19 tuổi)  | FC Tokyo                  |  |  |
| 23 | TM | Abe Koto          | 1 tháng 8, 1997 (20 tuổi)   | University of Tsukuba     |  |  |
|    |    |                   |                             |                           |  |  |
| 5  | HV | Yanagi Takahiro   | 5 tháng 8, 1997 (20 tuổi)   | FC Tokyo                  |  |  |
| 7  | HV | Hara Teruki       | 30 tháng 7, 1998 (19 tuổi)  | Albirex Niigata           |  |  |
| 15 | HV | Shoji Honoya      | 8 tháng 10, 1997 (20 tuổi)  | Zweigen Kanazawa          |  |  |
| 20 | HV | Koga Taiyo        | 28 tháng 10, 1998 (19 tuổi) | Kashiwa Reysol            |  |  |
| 22 | HV | Tatsuta Yugo      | 21 tháng 6, 1998 (19 tuổi)  | Shimizu S-Pulse           |  |  |
|    |    |                   |                             |                           |  |  |
| 2  | TV | Fujitani So       | 28 tháng 10, 1997 (20 tuổi) | Vissel Kobe               |  |  |
| 3  | TV | Urata Itsuki      | 29 tháng 1, 1997 (20 tuổi)  | Giravanz Kitakyushu       |  |  |
| 4  | TV | Itakura Ko        | 27 tháng 1, 1997 (20 tuổi)  | Vegalta Sendai            |  |  |
| 6  | TV | Hatsuse Ryo       | 10 tháng 7, 1997 (20 tuổi)  | Gamba Osaka               |  |  |
| 8  | TV | Morishima Tsukasa | 25 tháng 4, 1997 (20 tuổi)  | Sanfrecce Hiroshima       |  |  |
| 10 | TV | Miyoshi Koji      | 26 tháng 3, 1997 (20 tuổi)  | Kawasaki Frontale         |  |  |
| 11 | TV | Endo Keita        | 22 tháng 11, 1997 (20 tuổi) | Yokohama F. Marinos       |  |  |
| 13 | TV | Iwasaki Yuto      | 11 tháng 6, 1998 (19 tuổi)  | Kyoto Sanga               |  |  |
| 14 | TV | Takagi Akito      | 4 tháng 8, 1997 (20 tuổi)   | Gamba Osaka               |  |  |
| 16 | TV | Inoue Shion       | 3 tháng 8, 1997 (20 tuổi)   | Tokyo Verdy               |  |  |
| 17 | TV | Kamiya Yuta       | 24 tháng 4, 1997 (20 tuổi)  | Ehime                     |  |  |
| 21 | TV | Ito Hiroki        | 12 tháng 5, 1999 (18 tuổi)  | Júbilo Iwata Youth        |  |  |
|    |    |                   |                             |                           |  |  |
| 9  | TĐ | Tagawa Kyosuke    | 11 tháng 2, 1999 (18 tuổi)  | Sagan Tosu                |  |  |
| 18 | TĐ | Maeda Daizen      | 20 tháng 10, 1997 (20 tuổi) | Mito HollyHock            |  |  |
| 19 | TĐ | Komatsu Ren       | 10 tháng 9, 1998 (19 tuổi)  | Sangyo Noritsu University |  |  |

### Bắc Triều Tiên
Huấn luyện viên:  Ju Song-il
| 1  | TM | Kim Yu-il      | 30 tháng 1, 1997 (20 tuổi)  | Kigwancha                            |  |  |
| 13 | TM | Choe Hyok      | 10 tháng 2, 1997 (20 tuổi)  | Cộng hòa Dân chủ Nhân dân Triều Tiên |  |  |
| 18 | TM | Kang Ju-hyok   | 31 tháng 5, 1997 (20 tuổi)  | Hwaebul                              |  |  |
|    |    |                |                             |                                      |  |  |
| 2  | HV | An Song-il     | 5 tháng 8, 1996 (21 tuổi)   | April 25                             |  |  |
| 3  | HV | Song Kum-song  | 23 tháng 8, 1995 (22 tuổi)  | Rimyongsu                            |  |  |
| 4  | HV | Kim Kum-chol   | 7 tháng 4, 1997 (20 tuổi)   | Rimyongsu                            |  |  |
| 14 | HV | O Chol-hyok    | 25 tháng 9, 1995 (22 tuổi)  | Hwaebul                              |  |  |
| 15 | HV | Kim Chung-il   | 21 tháng 8, 1997 (20 tuổi)  | Cộng hòa Dân chủ Nhân dân Triều Tiên |  |  |
| 19 | HV | Jong Tong-chol | 21 tháng 4, 1997 (20 tuổi)  | Cộng hòa Dân chủ Nhân dân Triều Tiên |  |  |
| 21 | HV | Kim Nam-il     | 1 tháng 1, 1996 (22 tuổi)   | Cộng hòa Dân chủ Nhân dân Triều Tiên |  |  |
|    |    |                |                             |                                      |  |  |
| 5  | TV | Ri Un-chol     | 13 tháng 7, 1995 (22 tuổi)  | Sonbong                              |  |  |
| 7  | TV | Jo Kwang-myong | 3 tháng 1, 1995 (23 tuổi)   | April 25                             |  |  |
| 10 | TV | Jo Sol-song    | 27 tháng 10, 1995 (22 tuổi) | Pyongyang City                       |  |  |
| 11 | TV | Choe Ju-song   | 27 tháng 1, 1996 (21 tuổi)  | Amrokkang                            |  |  |
| 12 | TV | Kang Kuk-chol  | 29 tháng 9, 1999 (18 tuổi)  | Ryomyong                             |  |  |
| 20 | TV | So Jong-hyok   | 1 tháng 7, 1995 (22 tuổi)   | April 25                             |  |  |
| 22 | TV | Kim Kuk-bom    | 19 tháng 2, 1995 (22 tuổi)  | Ryomyong                             |  |  |
|    |    |                |                             |                                      |  |  |
| 6  | TĐ | Choe Song-hyok | 8 tháng 2, 1998 (19 tuổi)   | Perugia                              |  |  |
| 8  | TĐ | Kim Song-sun   | 31 tháng 12, 1995 (22 tuổi) | Korea University                     |  |  |
| 9  | TĐ | Kim Yu-song    | 24 tháng 1, 1995 (22 tuổi)  | April 25                             |  |  |
| 16 | TĐ | Ri Hun         | 31 tháng 8, 1997 (20 tuổi)  | Cộng hòa Dân chủ Nhân dân Triều Tiên |  |  |
| 17 | TĐ | Han Yong-thae  | 30 tháng 10, 1996 (21 tuổi) | Korea University                     |  |  |

### Thái Lan
Thái Lan được đặt tên đội hình của họ vào ngày 1 tháng 1 năm 2018.
Huấn luyện viên:  Zoran Janković
|  | TM | Apirak Woravong         | 7 tháng 1, 1996 (22 tuổi)   | Chiangmai            |  |  |
|  | TM | Nont Muangngam          | 20 tháng 4, 1997 (20 tuổi)  | Police Tero          |  |  |
|  | TM | Anusith Termmee         | 19 tháng 1, 1995 (22 tuổi)  | Chainat Hornbill     |  |  |
|  |    |                         |                             |                      |  |  |
|  | HV | Worawut Namvech         | 4 tháng 7, 1995 (22 tuổi)   | Chiangrai United     |  |  |
|  | HV | Santipharp Chan-ngom    | 23 tháng 9, 1996 (21 tuổi)  | Police Tero          |  |  |
|  | HV | Jakkit Wachpirom        | 26 tháng 1, 1997 (20 tuổi)  | FC Tokyo U-23        |  |  |
|  | HV | Saharat Pongsuwan       | 11 tháng 6, 1996 (21 tuổi)  | Bangkok Glass        |  |  |
|  | HV | Saringkarn Promsupa     | 29 tháng 3, 1997 (20 tuổi)  | Rayong               |  |  |
|  | HV | Wanchai Jarunongkran    | 18 tháng 12, 1996 (21 tuổi) | Air Force Central    |  |  |
|  | HV | Netipong Sanmahung      | 4 tháng 3, 1996 (21 tuổi)   | Air Force Central    |  |  |
|  | HV | Prawee Tantatemee       | 22 tháng 10, 1996 (21 tuổi) | Ratchaburi Mitr Phol |  |  |
|  |    |                         |                             |                      |  |  |
|  | TV | Chaiyawat Buran         | 26 tháng 10, 1996 (21 tuổi) | Chiangrai United     |  |  |
|  | TV | Ratthanakorn Maikami    | 1 tháng 1, 1998 (20 tuổi)   | Buriram United       |  |  |
|  | TV | Anon Amornlerdsak       | 6 tháng 11, 1996 (21 tuổi)  | Buriram United       |  |  |
|  | TV | Supachok Sarachat       | 22 tháng 5, 1998 (19 tuổi)  | Buriram United       |  |  |
|  | TV | Nopphon Ponkam          | 19 tháng 7, 1996 (21 tuổi)  | Police Tero          |  |  |
|  | TV | Worachit Kanitsribampen | 24 tháng 8, 1997 (20 tuổi)  | Chonburi             |  |  |
|  | TV | Tanasith Siripala       | 9 tháng 8, 1995 (22 tuổi)   | Suphanburi           |  |  |
|  | TV | Picha Autra             | 7 tháng 1, 1996 (22 tuổi)   | Pattaya United       |  |  |
|  | TV | Sirimongkhon Jitbanjong | 8 tháng 8, 1997 (20 tuổi)   | Suphanburi           |  |  |
|  |    |                         |                             |                      |  |  |
|  | TĐ | Nattawut Sombatyotha    | 1 tháng 5, 1996 (21 tuổi)   | Ratchaburi Mitr Phol |  |  |
|  | TĐ | Sittichok Kannoo        | 9 tháng 8, 1996 (21 tuổi)   | Bangkok United       |  |  |
|  | TĐ | Chenrop Samphaodi       | 2 tháng 6, 1995 (22 tuổi)   | Muangthong United    |  |  |

### Palestine
Palestine được đặt tên đội hình của họ vào ngày 31 tháng 12 năm 2017.
Huấn luyện viên:  Ayman Sandouqa
|  | TM | Naim Abuaker      | 20 tháng 1, 1995 (22 tuổi)  | Ahli Al-Khaleel   |  |  |
|  | TM | Ramzi Fakhouri    | 19 tháng 2, 1996 (21 tuổi)  | Thaqafi Tulkarm   |  |  |
|  | TM | Kamel Kanaaneh    | 5 tháng 2, 1996 (21 tuổi)   | Hilal Al-Quds     |  |  |
|  |    |                   |                             |                   |  |  |
|  | HV | Mohammed Bassim   | 29 tháng 1, 1995 (22 tuổi)  | Al-Bireh          |  |  |
|  | HV | Michel Termanini  | 8 tháng 5, 1998 (19 tuổi)   | AFC Eskilstuna    |  |  |
|  | HV | Saado Abdel Salam | 23 tháng 11, 1997 (20 tuổi) | Platanias         |  |  |
|  | HV | Yousef Al-Ashhab  | 10 tháng 2, 1995 (22 tuổi)  | Shabab Al-Khalil  |  |  |
|  | HV | Ahmed Zreiq       | 1 tháng 4, 1996 (21 tuổi)   | Markaz Balata     |  |  |
|  | HV | Musa Firawi       | 1 tháng 1, 1997 (21 tuổi)   | Hilal Al-Quds     |  |  |
|  | HV | Ahmed Qatmish     | 10 tháng 3, 1998 (19 tuổi)  | Thaqafi Tulkarm   |  |  |
|  |    |                   |                             |                   |  |  |
|  | TV | Mohanad Fannoun   | 18 tháng 9, 1995 (22 tuổi)  | Shabab Al-Khalil  |  |  |
|  | TV | Omar Sandouqa     | 22 tháng 6, 1996 (21 tuổi)  | Silwan            |  |  |
|  | TV | Abdallah Rayyan   | 18 tháng 4, 1995 (22 tuổi)  | Wiley College     |  |  |
|  | TV | Walid Abu Dan     | 8 tháng 10, 1995 (22 tuổi)  | Shabab Rafah      |  |  |
|  | TV | Mahmoud Abu Warda | 31 tháng 5, 1995 (22 tuổi)  | Markaz Balata     |  |  |
|  | TV | Mohammed Al-Assa  | 18 tháng 4, 1995 (22 tuổi)  | Shabab Al-Abadiya |  |  |
|  | TV | Mohammed Al-Kayed | 14 tháng 3, 1997 (20 tuổi)  | Prespa Birlik     |  |  |
|  | TV | Oday Dabagh       | 3 tháng 12, 1998 (19 tuổi)  | Hilal Al-Quds     |  |  |
|  | TV | Rami Salem        | 7 tháng 11, 1996 (21 tuổi)  | Markaz Tulkarem   |  |  |
|  |    |                   |                             |                   |  |  |
|  | TĐ | Mohammed Darwish  | 20 tháng 2, 1997 (20 tuổi)  | Arminia Hannover  |  |  |
|  | TĐ | Shihab Qinbar     | 10 tháng 8, 1997 (20 tuổi)  | Jabal Al-Mukaber  |  |  |
|  | TĐ | Mahmoud Yousef    | 30 tháng 7, 1997 (20 tuổi)  | Shabab Al-Khalil  |  |  |
|  | TĐ | Mohammed Obeid    | 30 tháng 9, 1998 (19 tuổi)  | Hilal Al-Quds     |  |  |

## Bảng C

### Iraq
Iraq được đặt tên đội hình của họ vào ngày 3 tháng 1 năm 2018.
Huấn luyện viên:  Abdul Ghani Shahad

| Số | VT | Cầu thủ             | Ngày sinh (tuổi)  | Trận | Bàn | Câu lạc bộ        |
| -- | -- | ------------------- | ----------------- | ---- | --- | ----------------- |
|    | TM | Ahmed Basil         | 19 tháng 8, 1996  | 3    | 0   | Al-Shorta         |
|    | TM | Ali Abdul-Hassan    | 19 tháng 9, 1996  | 0    | 0   | Al-Talaba         |
|    | TM | Haider Mohammed     | 23 tháng 10, 1996 | 0    | 0   | Amanat Baghdad    |
|    |    |                     |                   |      |     |                   |
|    | HV | Alaa Ali Mhawi      | 3 tháng 6, 1996   | 10   | 1   | Al-Shorta         |
|    | HV | Hamza Adnan         | 8 tháng 2, 1996   | 7    | 0   | Al-Minaa          |
|    | HV | Ahmed Abdul-Ridha   | 2 tháng 4, 1997   | 3    | 0   | Al-Quwa Al-Jawiya |
|    | HV | Ali Lateef          | 18 tháng 1, 1996  | 3    | 0   | Al-Shorta         |
|    | HV | Burhan Jumaah       | 1 tháng 7, 1996   | 2    | 0   | Al-Talaba         |
|    | HV | Ali Kadhim Mohammed |                   | 2    | 0   | Iraq              |
|    | HV | Ruslan Hanoon       | 4 tháng 3, 1996   | 0    | 0   | Naft Maysan       |
|    | HV | Khudhor Ali         |                   | 0    | 0   | Al-Hedood         |
|    |    |                     |                   |      |     |                   |
|    | TV | Bashar Resan        | 22 tháng 12, 1996 | 13   | 4   | Persepolis        |
|    | TV | Amjad Attwan        | 12 tháng 3, 1997  | 11   | 2   | Al-Najaf          |
|    | TV | Hussein Ali         | 29 tháng 11, 1996 | 3    | 1   | Al-Zawraa         |
|    | TV | Safa Hadi           | 10 tháng 7, 1998  | 3    | 0   | Al-Zawraa         |
|    | TV | Ahmed Mohsen Jaber  | 24 tháng 1, 1995  | 3    | 0   | Al-Minaa          |
|    | TV | Ali Raheem          | 17 tháng 2, 1995  | 2    | 0   | Al-Zawraa         |
|    | TV | Mohammed Jaffal     | 1 tháng 6, 1996   | 1    | 1   | Al-Minaa          |
|    | TV | Ahmed Mohsen Ashour | 4 tháng 1, 1996   | 0    | 0   | Al-Minaa          |
|    | TV | Ibrahim Bayesh      | 1 tháng 1, 2000   | 0    | 0   | Al-Zawraa         |
|    | TV | Dhaher Hamed        |                   | 0    | 0   | Al-Quwa Al-Jawiya |
|    |    |                     |                   |      |     |                   |
|    | TĐ | Ayman Hussein       | 22 tháng 3, 1996  | 12   | 9   | Al-Shorta         |
|    | TĐ | Farhan Shakor       | 15 tháng 10, 1995 | 3    | 0   | Naft Al-Wasat     |
|    | TĐ | Alaa Abbas          | 27 tháng 7, 1997  | 0    | 0   | Naft Al-Wasat     |
|    | TĐ | Waleed Kareem       | 6 tháng 10, 1997  | 0    | 0   | Al-Naft           |

### Jordan
Jordan được đặt tên đội hình của họ vào ngày 27 tháng 12 năm 2017.
Huấn luyện viên:  Iain Brunskill
|  | TM | Obaidah Al-Zoubi    | 16 tháng 1, 1995 (22 tuổi)  | Al-Taibah            |  |  |
|  | TM | Mahmoud Al-Kwamleh  | 18 tháng 3, 1996 (21 tuổi)  | Al-Jalil             |  |  |
|  | TM | Rafat Al-Rabea      | 5 tháng 4, 1996 (21 tuổi)   | Al-Ramtha            |  |  |
|  |    |                     |                             |                      |  |  |
|  | HV | Yazan Al-Arab       | 31 tháng 1, 1996 (21 tuổi)  | Al-Jazeera           |  |  |
|  | HV | Mustafa Eid         | 8 tháng 5, 1996 (21 tuổi)   | Shabab Al-Ordon      |  |  |
|  | HV | Khaled Al-Awaqleh   | 2 tháng 6, 1995 (22 tuổi)   | Al-Ramtha            |  |  |
|  | HV | Ibrahim Al-Khub     | 12 tháng 2, 1996 (21 tuổi)  | Al-Ramtha            |  |  |
|  | HV | Anas Al-Awadat      |                             |                      |  |  |
|  |    |                     |                             |                      |  |  |
|  | TV | Saad Al-Rousan      | 27 tháng 8, 1996 (21 tuổi)  | Mansheyat Bani Hasan |  |  |
|  | TV | Ahmed Al-Irsan      | 12 tháng 6, 1996 (21 tuổi)  | Mansheyat Bani Hasan |  |  |
|  | TV | Mahmoud Shawkat     | 20 tháng 5, 1995 (22 tuổi)  | Al-Ahli              |  |  |
|  | TV | Noor Al-Rawabdeh    | 24 tháng 2, 1997 (20 tuổi)  | Al-Jazeera           |  |  |
|  | TV | Mohammad Al-Razem   | 21 tháng 4, 1996 (21 tuổi)  | Shabab Al-Ordon      |  |  |
|  | TV | Hassan Al-Zahrawi   | 13 tháng 5, 1996 (21 tuổi)  | Al-Ramtha            |  |  |
|  | TV | Musa Al-Taamari     | 10 tháng 6, 1997 (20 tuổi)  | Shabab Al-Ordon      |  |  |
|  | TV | Yousef Abu Jalboush | 15 tháng 6, 1998 (19 tuổi)  | Al-Faisaly           |  |  |
|  | TV | Ahmed Al-Maharmeh   | 18 tháng 6, 1997 (20 tuổi)  | Al-Jazeera           |  |  |
|  |    |                     |                             |                      |  |  |
|  | TĐ | Ward Al-Bari        | 18 tháng 5, 1996 (21 tuổi)  | Shabab Al-Ordon      |  |  |
|  | TĐ | Jaber Khattab       | 23 tháng 4, 1996 (21 tuổi)  | Al-Jazeera           |  |  |
|  | TĐ | Suliman Abu Zema'a  | 25 tháng 12, 1995 (22 tuổi) | Shabab Al-Ordon      |  |  |
|  | TĐ | Ahmed Al-Reyahi     | 13 tháng 1, 1995 (22 tuổi)  | Qadsia               |  |  |
|  | TĐ | Baha' Faisal        | 30 tháng 5, 1995 (22 tuổi)  | Al-Wehdat            |  |  |
|  | TĐ | Khaled Al-Dardour   | 23 tháng 5, 1996 (21 tuổi)  | Al-Ramtha            |  |  |

### Ả Rập Xê Út
Ả Rập Xê Út được đặt tên đội hình của họ vào ngày 30 tháng 12 năm 2017.
Huấn luyện viên:  Daniel Teglia
|  | TM | Saleh Al-Wahimed     | 21 tháng 5, 1998 (19 tuổi)  | Al-Nassr   |  |  |
|  | TM | Mohammed Al-Yami     | 14 tháng 8, 1997 (20 tuổi)  | Al-Ahli    |  |  |
|  | TM | Amin Bukhari         | 2 tháng 5, 1997 (20 tuổi)   | Al-Ittihad |  |  |
|  |    |                      |                             |            |  |  |
|  | HV | Abdulelah Al-Amri    | 15 tháng 1, 1997 (20 tuổi)  | Al-Nassr   |  |  |
|  | HV | Mohammed Al-Baqawi   | 12 tháng 7, 1995 (22 tuổi)  | Al-Fayha   |  |  |
|  | HV | Abdullah Al-Khateeb  |                             | Al-Khaleej |  |  |
|  | HV | Muteb Al-Mufarraj    | 19 tháng 8, 1996 (21 tuổi)  | Al-Hilal   |  |  |
|  | HV | Awn Al-Saluli        | 2 tháng 9, 1998 (19 tuổi)   | Al-Ittihad |  |  |
|  | HV | Ali Lajami           | 25 tháng 4, 1996 (21 tuổi)  | Al-Khaleej |  |  |
|  | HV | Qassem Lajami        | 25 tháng 4, 1996 (21 tuổi)  | Al-Khaleej |  |  |
|  | HV | Abdullah Tarmin      | 19 tháng 3, 1997 (20 tuổi)  | Al-Ahli    |  |  |
|  |    |                      |                             |            |  |  |
|  | TV | Rakan Al-Anazi       | 1 tháng 7, 1998 (19 tuổi)   | Al-Nassr   |  |  |
|  | TV | Ali Al-Asmari        | 12 tháng 1, 1997 (20 tuổi)  | Al-Ahli    |  |  |
|  | TV | Sultan Al-Farhan     | 25 tháng 9, 1996 (21 tuổi)  | Al-Raed    |  |  |
|  | TV | Fahad Al-Jumaiah     | 10 tháng 5, 1995 (22 tuổi)  | Al-Nassr   |  |  |
|  | TV | Rakan Al-Hafdhi      | 11 tháng 9, 1995 (22 tuổi)  | Ohod       |  |  |
|  | TV | Yousef Al-Harbi      | 16 tháng 3, 1997 (20 tuổi)  | Al-Ahli    |  |  |
|  | TV | Abdullah Al-Khaibari | 16 tháng 8, 1996 (21 tuổi)  | Al-Shabab  |  |  |
|  | TV | Osama Al-Khalaf      | 26 tháng 12, 1996 (21 tuổi) | Al-Ettifaq |  |  |
|  | TV | Mojahed Al-Munee     | 15 tháng 1, 1996 (21 tuổi)  | Al-Hilal   |  |  |
|  | TV | Sami Al-Najei        | 7 tháng 2, 1997 (20 tuổi)   | Al-Nassr   |  |  |
|  | TV | Fahad Al-Rashidi     | 16 tháng 5, 1997 (20 tuổi)  | Al-Hilal   |  |  |
|  | TV | Hamdan Al-Shamrani   | 14 tháng 12, 1996 (21 tuổi) | Al-Ahli    |  |  |
|  |    |                      |                             |            |  |  |
|  | TĐ | Abdulaziz Al-Aryani  | 13 tháng 3, 1996 (21 tuổi)  | Al-Ittihad |  |  |
|  | TĐ | Jaber Assiri         | 24 tháng 9, 1997 (20 tuổi)  | Al-Wehda   |  |  |

### Malaysia
Malaysia được đặt tên đội hình của họ vào ngày 29 tháng 12 năm 2017.
Huấn luyện viên:  Ong Kim Swee
| 1  | TM | Norman Haikal Rendra Iskandar | 22 tháng 1, 2004 (13 tuổi)  | Kagoshima United       |  |  |
| 11 | TM | Ifwat Akmal                   | 10 tháng 8, 1996 (21 tuổi)  | Kedah Darul Aman       |  |  |
| 13 | TM | Haziq Nadzli                  | 6 tháng 1, 1998 (20 tuổi)   | JDT                    |  |  |
|    |    |                               |                             |                        |  |  |
| 2  | HV | Dominic Tan                   | 12 tháng 3, 1997 (20 tuổi)  | Police Tero            |  |  |
| 4  | HV | Adam Nor Azlin                | 5 tháng 1, 1996 (22 tuổi)   | JDT                    |  |  |
| 6  | HV | Mohammad Iqbal Ali            | 27 tháng 10, 2004 (13 tuổi) | Roasso Kumamoto        |  |  |
| 15 | HV | Shivan Pillay                 | 7 tháng 12, 2000 (17 tuổi)  | PKNS                   |  |  |
| 17 | HV | Adib Zainudin                 | 15 tháng 2, 1995 (22 tuổi)  | Felcra                 |  |  |
| 20 | HV | Irfan Zakaria                 | 4 tháng 6, 1995 (22 tuổi)   | Kuala Lumpur United    |  |  |
|    |    |                               |                             |                        |  |  |
| 21 | TV | Syazwan Zaipol Bahari         | 24 tháng 2, 1995 (22 tuổi)  | Perak TBG              |  |  |
| 5  | TV | Syamer Kutty Abba             | 1 tháng 10, 1997 (20 tuổi)  | JDT                    |  |  |
| 7  | TV | Muhd Nor Azam Abdul Azih      | 3 tháng 1, 1995 (23 tuổi)   | Sri Pahang             |  |  |
| 12 | TV | Akhyar Rashid                 | 1 tháng 5, 1999 (18 tuổi)   | FC BATE Borisov        |  |  |
| 18 | TV | Mohammad Afiq Haikal Haruddin | 16 tháng 8, 2001 (16 tuổi)  | Terengganu             |  |  |
| 19 | TV | Wan Kuzri Wan Kamal           | 9 tháng 8, 2002 (15 tuổi)   | Saint Louis FC Academy |  |  |
| 22 | TV | Tommy Mawat Bada              | 26 tháng 6, 1995 (22 tuổi)  | Petaling Jaya Rangers  |  |  |
| 23 | TV | Muhd Syahmi Safari            | 5 tháng 2, 1998 (19 tuổi)   | Selangor               |  |  |
|    |    |                               |                             |                        |  |  |
| 2  | TĐ | Safawi Rasid                  | 5 tháng 3, 1997 (20 tuổi)   | Portimonense           |  |  |
| 8  | TĐ | Kogileswaran Raj              | 21 tháng 9, 1998 (19 tuổi)  | Sri Pahang             |  |  |
| 9  | TĐ | Syazwan Andik                 | 4 tháng 8, 1996 (21 tuổi)   | JDT II                 |  |  |
| 10 | TĐ | Hadi Fayyadh                  | 22 tháng 1, 2000 (17 tuổi)  | Azul Claro Numazu      |  |  |
| 14 | TĐ | Thanabalan Nadarajah          | 25 tháng 2, 1995 (22 tuổi)  | Negeri Sembilan        |  |  |
| 16 | TĐ | Dhia Azrai Naim Rosman        | 19 tháng 6, 2005 (12 tuổi)  | Hougang United         |  |  |

## Bảng D

### Hàn Quốc
Hàn Quốc được đặt tên đội hình của họ vào ngày 5 tháng 1 năm 2018.
Huấn luyện viên:  Kim Bong-gil
|  | TM | Song Beom-keun | 15 tháng 10, 1997 (20 tuổi) | Jeonbuk Hyundai      |  |  |
|  | TM | Kang Hyun-mu   | 13 tháng 3, 1995 (22 tuổi)  | Pohang Steelers      |  |  |
|  | TM | Lee Tae-hee    | 26 tháng 4, 1995 (22 tuổi)  | Incheon United       |  |  |
|  |    |                |                             |                      |  |  |
|  | HV | Park Jae-woo   | 11 tháng 10, 1995 (22 tuổi) | Daejeon Citizen      |  |  |
|  | HV | Yoo Young-jae  | 16 tháng 12, 1996 (21 tuổi) | Ulsan Hyundai        |  |  |
|  | HV | Ko Myeong-seok | 27 tháng 9, 1995 (22 tuổi)  | Daejeon Citizen      |  |  |
|  | HV | Hwang Hyun-soo | 22 tháng 7, 1995 (22 tuổi)  | FC Seoul             |  |  |
|  | HV | Lee Sang-min   | 1 tháng 1, 1998 (20 tuổi)   | Ulsan Hyundai        |  |  |
|  | HV | Cho Seong-wook | 22 tháng 3, 1995 (22 tuổi)  | Dankook University   |  |  |
|  | HV | Lee Geon       | 8 tháng 1, 1996 (22 tuổi)   | Ansan Greeners       |  |  |
|  | HV | Kuk Tae-jung   | 13 tháng 9, 1995 (22 tuổi)  | Jeonbuk Hyundai      |  |  |
|  |    |                |                             |                      |  |  |
|  | TV | Hwang Ki-wook  | 10 tháng 6, 1996 (21 tuổi)  | AFC Tubize           |  |  |
|  | TV | Jang Yoon-ho   | 25 tháng 8, 1996 (21 tuổi)  | Jeonbuk Hyundai      |  |  |
|  | TV | Han Seung-gyu  | 28 tháng 9, 1996 (21 tuổi)  | Ulsan Hyundai        |  |  |
|  | TV | Cho Yu-min     | 17 tháng 11, 1996 (21 tuổi) | Chung-ang University |  |  |
|  | TV | Cho Jae-wan    | 29 tháng 8, 1995 (22 tuổi)  | Seoul E-Land         |  |  |
|  | TV | Kim Moon-hwan  | 1 tháng 8, 1995 (22 tuổi)   | Busan I Park         |  |  |
|  | TV | Choi Jae-hoon  | 20 tháng 11, 1995 (22 tuổi) | FC Anyang            |  |  |
|  | TV | Yoon Seung-won | 11 tháng 2, 1995 (22 tuổi)  | FC Seoul             |  |  |
|  |    |                |                             |                      |  |  |
|  | TĐ | Lee Keun-ho    | 21 tháng 5, 1996 (21 tuổi)  | Pohang Steelers      |  |  |
|  | TĐ | Park In-hyeok  | 29 tháng 12, 1995 (22 tuổi) | Vojvodina            |  |  |
|  | TĐ | Kim Gun-hee    | 22 tháng 2, 1995 (22 tuổi)  | Suwon Bluewings      |  |  |
|  | TĐ | Cho Young-wook | 5 tháng 2, 1999 (18 tuổi)   | FC Seoul             |  |  |

### Úc
Úc được đặt tên đội hình của họ vào ngày 19 tháng 12 năm 2017.
Huấn luyện viên:  Ante Milicic

| Số | VT | Cầu thủ                 | Ngày sinh (tuổi)            | Trận | Bàn | Câu lạc bộ                |
| -- | -- | ----------------------- | --------------------------- | ---- | --- | ------------------------- |
|    | TM | Tom Glover              | 14 tháng 12, 1997 (20 tuổi) | 1    | 0   | Central Coast Mariners    |
|    | TM | Paul Izzo               | 6 tháng 1, 1995 (23 tuổi)   | 2    | 0   | Adelaide United           |
|    | TM | Danijel Nizic           | 15 tháng 3, 1995 (22 tuổi)  | 1    | 0   | Morecambe                 |
|    |    |                         |                             |      |     |                           |
|    | HV | Jonathan Aspropotamitis | 7 tháng 6, 1996 (21 tuổi)   | 3    | 1   | Western Sydney Wanderers  |
|    | HV | Nick Cowburn            | 7 tháng 3, 1995 (22 tuổi)   | 2    | 0   | Newcastle Jets            |
|    | HV | Thomas Deng             | 20 tháng 3, 1997 (20 tuổi)  | 2    | 0   | Melbourne Victory         |
|    | HV | Ben Garuccio            | 15 tháng 6, 1995 (22 tuổi)  | 0    | 0   | Adelaide United           |
|    | HV | Alex Gersbach           | 8 tháng 5, 1997 (20 tuổi)   | 3    | 0   | Rosenborg                 |
|    | HV | Aleksandar Susnjar      | 19 tháng 8, 1995 (22 tuổi)  | 0    | 0   | Mladá Boleslav            |
|    | HV | Ruon Tongyik            | 28 tháng 12, 1996 (21 tuổi) | 1    | 0   | Melbourne City            |
|    |    |                         |                             |      |     |                           |
|    | TV | Keanu Baccus            | 7 tháng 6, 1998 (19 tuổi)   | 2    | 0   | Western Sydney Wanderers  |
|    | TV | Daniel De Silva         | 6 tháng 3, 1997 (20 tuổi)   | 7    | 0   | Central Coast Mariners    |
|    | TV | Ajdin Hrustic           | 5 tháng 7, 1996 (21 tuổi)   | 0    | 0   | Groningen                 |
|    | TV | Stefan Mauk             | 9 tháng 1, 2018 (-23 tuổi)  | 11   | 1   | Melbourne City            |
|    | TV | Riley McGree            | 2 tháng 11, 1998 (19 tuổi)  | 2    | 1   | Club Brugge               |
|    | TV | Aiden O'Neill           | 4 tháng 7, 1998 (19 tuổi)   | 0    | 0   | Fleetwood Town            |
|    | TV | Brandon Wilson          | 28 tháng 1, 1997 (20 tuổi)  | 1    | 0   | Perth Glory               |
|    |    |                         |                             |      |     |                           |
|    | TĐ | George Blackwood        | 6 tháng 4, 1997 (20 tuổi)   | 4    | 3   | Adelaide United           |
|    | TĐ | Trent Buhagiar          | 27 tháng 2, 1998 (19 tuổi)  | 2    | 0   | Central Coast Mariners    |
|    | TĐ | Deni Juric              | 3 tháng 9, 1997 (20 tuổi)   | 0    | 0   | Hajduk Split              |
|    | TĐ | Bruce Kamau             | 28 tháng 3, 1995 (22 tuổi)  | 3    | 1   | Melbourne City            |
|    | TĐ | Milislav Popovic        | 6 tháng 3, 1997 (20 tuổi)   | 3    | 2   | Eintracht Braunschweig II |
|    | TĐ | Jaushua Sotirio         | 11 tháng 10, 1995 (22 tuổi) | 6    | 3   | Western Sydney Wanderers  |

### Syria
Syria được đặt tên đội hình của họ vào ngày 1 tháng 1 năm 2018.
Huấn luyện viên:  Mohand Al Faqir
|  | TM | Khaled Ibrahim        |                             | Al-Wahda    |  |  |
|  | TM | Ahmad Kanaan          | 6 tháng 5, 1995 (22 tuổi)   | Al-Muhafaza |  |  |
|  | TM | Talal Al Hussen       | 11 tháng 11, 1995 (22 tuổi) | Al-Wahda    |  |  |
|  |    |                       |                             |             |  |  |
|  | HV | Fares Arnaout         | 31 tháng 1, 1997 (20 tuổi)  | Al-Jaish    |  |  |
|  | HV | Abdullah Jenyat       |                             | Al-Karamah  |  |  |
|  | HV | Ahmad Alyan           |                             | Al-Nasr     |  |  |
|  | HV | Jehad Busmar          | 30 tháng 10, 1995 (22 tuổi) | Al-Karamah  |  |  |
|  | HV | Khaled Kurdaghli      | 31 tháng 1, 1997 (20 tuổi)  | Tishreen    |  |  |
|  | HV | Yousef Al Hamwi       | 1 tháng 2, 1997 (20 tuổi)   | Al-Jaish    |  |  |
|  | HV | Momen Naji            | 9 tháng 10, 1996 (21 tuổi)  | Al-Jaish    |  |  |
|  | HV | Zakria Hannan         | 21 tháng 8, 1997 (20 tuổi)  | Al-Ittihad  |  |  |
|  |    |                       |                             |             |  |  |
|  | TV | Ahmad Ashkar          | 1 tháng 1, 1996 (22 tuổi)   | Al-Jaish    |  |  |
|  | TV | Zaid Garer            |                             | Al-Karamah  |  |  |
|  | TV | Ahmad Al Ghalab       | 2 tháng 1, 1996 (22 tuổi)   | Al-Muhafaza |  |  |
|  | TV | Tareq Hindawi         |                             | Al-Ittihad  |  |  |
|  | TV | Mohammad Al Marmour   | 4 tháng 1, 1995 (23 tuổi)   | Al-Safa'    |  |  |
|  | TV | Mouhamad Anez         | 14 tháng 5, 1995 (22 tuổi)  | Al-Jaish    |  |  |
|  | TV | Ahmad Al Ahmad        | 18 tháng 10, 1996 (21 tuổi) | Al-Ittihad  |  |  |
|  |    |                       |                             |             |  |  |
|  | TĐ | Hamzah Muhanaeh       | 8 tháng 7, 1998 (19 tuổi)   | Al Ain      |  |  |
|  | TĐ | Abd Al Rahman Barakat | 1 tháng 1, 1998 (20 tuổi)   | Al-Jaish    |  |  |
|  | TĐ | Abdulhadi Shalha      | 19 tháng 1, 1999 (18 tuổi)  | Al-Wahda    |  |  |
|  | TĐ | Rafat Muhtadi         | 1 tháng 1, 1995 (23 tuổi)   | Al-Ittihad  |  |  |
|  | TĐ | Shadi Al Hamwi        |                             | Al-Jazeera  |  |  |

### Việt Nam
Việt Nam công bố đội hình vào ngày 30 tháng 12 năm 2017.
Huấn luyện viên:  Park Hang-seo
| 22 | TM | Đặng Ngọc Tuấn        | 15 tháng 3, 1995 (22 tuổi)  | SHB Đà Nẵng   |  |  |
| 1  | TM | Bùi Tiến Dũng         | 28 tháng 2, 1997 (20 tuổi)  | FLC Thanh Hóa |  |  |
| 23 | TM | Nguyễn Văn Hoàng      | 17 tháng 2, 1995 (22 tuổi)  | Sài Gòn       |  |  |
|    |    |                       |                             |               |  |  |
| 4  | HV | Bùi Tiến Dũng         | 2 tháng 10, 1995 (22 tuổi)  | Viettel       |  |  |
| 5  | HV | Đoàn Văn Hậu          | 19 tháng 4, 1999 (18 tuổi)  | Hà Nội        |  |  |
| 16 | HV | Nguyễn Thành Chung    | 8 tháng 9, 1997 (20 tuổi)   | Hà Nội        |  |  |
| 21 | HV | Trần Đình Trọng       | 25 tháng 4, 1997 (20 tuổi)  | Sài Gòn       |  |  |
| 17 | HV | Vũ Văn Thanh          | 14 tháng 4, 1996 (21 tuổi)  | HAGL          |  |  |
| 3  | HV | Nguyễn Trọng Đại      | 7 tháng 4, 1997 (20 tuổi)   | Viettel       |  |  |
| 2  | HV | Phạm Xuân Mạnh        | 2 tháng 3, 1996 (21 tuổi)   | SLNA          |  |  |
| 7  | HV | Nguyễn Phong Hồng Duy | 19 tháng 11, 1996 (21 tuổi) | HAGL          |  |  |
| 11 | HV | Đỗ Duy Mạnh           | 29 tháng 9, 1996 (21 tuổi)  | Hà Nội        |  |  |
| 15 | HV | Lê Văn Đại            | 2 tháng 8, 1996 (21 tuổi)   | FLC Thanh Hóa |  |  |
|    |    |                       |                             |               |  |  |
| 8  | TV | Phạm Đức Huy          | 20 tháng 1, 1995 (22 tuổi)  | Hà Nội        |  |  |
| 19 | TV | Nguyễn Quang Hải      | 12 tháng 4, 1997 (20 tuổi)  | Hà Nội        |  |  |
| 18 | TV | Trương Văn Thái Quý   | 22 tháng 8, 1997 (20 tuổi)  | Hà Nội        |  |  |
| 20 | TV | Bùi Tiến Dụng         | 23 tháng 11, 1998 (19 tuổi) | SHB Đà Nẵng   |  |  |
| 6  | TV | Lương Xuân Trường (c) | 28 tháng 4, 1995 (22 tuổi)  | HAGL          |  |  |
| 12 | TV | Châu Ngọc Quang       | 1 tháng 2, 1996 (21 tuổi)   | HAGL          |  |  |
|    |    |                       |                             |               |  |  |
| 10 | TĐ | Nguyễn Công Phượng    | 21 tháng 1, 1995 (22 tuổi)  | HAGL          |  |  |
| 9  | TĐ | Nguyễn Văn Toàn       | 12 tháng 4, 1996 (21 tuổi)  | HAGL          |  |  |
| 13 | TĐ | Hà Đức Chinh          | 22 tháng 9, 1997 (20 tuổi)  | SHB Đà Nẵng   |  |  |
| 14 | TĐ | Phan Văn Đức          | 11 tháng 4, 1996 (21 tuổi)  | SLNA          |  |  |